# A Rose of Old Mexico
A Rose of Old Mexico è un cortometraggio muto del 1913 diretto e interpretato da Wallace Reid.
Fu l'esordio cinematografico come attore del futuro regista Chester Withey.

## Produzione
Il film fu prodotto dall'American Film Manufacturing Company (con il nome Flying A)

## Distribuzione
Distribuito dalla Mutual Film, il film uscì nelle sale cinematografiche USA il 25 gennaio 1913.